# Чёрный Джек (фильм)
«Чёрный Джек» (англ. Black Jack) — британский приключенческий кинофильм режиссёра Кена Лоуча, вышедший на экраны в 1979 году. Экранизация одноимённого романа Леона Гарфилда. Лента получила приз ФИПРЕССИ в параллельной секции Каннского кинофестиваля, а также участвовала в основной конкурсной программе Чикагского кинофестиваля.

## Сюжет
Действие происходит в 1750 году в Англии. В одном из городков Йоркшира казнят верзилу по прозвищу Чёрный Джек, бывшего французского моряка, убившего одного из местных жителей в драке. По договорённости с палачом и его подручными местная вдова миссис Горганди получает тело повешенного, чтобы продать его местным медикам для анатомических исследований. Однако когда в её доме вскрывают гроб, выясняется, что физически сильный Чёрный Джек, предусмотрительно засунувший себе в горло кость, сумел выжить. Пока предприимчивая вдова отправляется к клиентам, оставив для присмотра за трупом юного Толли, работающего подмастерьем у драпировщика, повешенный оживает и вместе с мальчиком скрывается.
Плохо понимая по-английски, физически сильный, но вороватый Чёрный Джек намеревается использовать мальчишку в качестве своего проводника и переводчика. В лесу они встречают карету, тайно перевозящую в лечебницу для умалишённых в Беверли 17-летнюю Белль Картер, младшую дочь местного аристократа, который выгодно выдаёт замуж её старшую сестру. Намеренно подложив в придорожную лужу увесистый камень, Джек устраивает карете крушение, после чего вместе с Толли выходит их укрытия, бесцеремонно предложив пассажирам свою помощь. По его приказу мальчик ловит в лесу сбежавшую Белль, но когда дети возвращаются на дорогу, выясняется, что карета с французом и сопровождающими бесследно исчезла.
Толли и Белль не остаётся ничего другого, как пристать к бродячему цирку лиллипутов и их приятелю, доктору-шарлатану Кармоди, человеку не слишком честному, но добросердечному. Вскоре находится и Чёрный Джек, укрывшийся в одной из повозок. Силачу находится место в труппе, вместе с которой он даёт представления в местных деревнях. Не в силах преодолеть преступную натуру, Джек крадёт цирковую кассу, безуспешно пытаясь скрыться. Лишь заступничество доктора побуждаёт актёров простить вора, решившего, наконец, встать на путь исправления. 
Тем временем Кармоди удаётся практически вылечить Белль, но его бывший подручный Хэтч сбегает с её платьем, донеся обо всём содержателю лечебницы доктору Хантеру и родственникам девочки. Вступив в препирательство с отцом Белль из-за награды, Хэтч случайно убивает его из пистолета, после чего скрывается в Беверли, поступив на службу к Хантеру в сумасшедший дом. Влюблённый в Белль Толли смело отправляется на её поиски и, после безуспешных попыток приникнуть в лечебницу, устраивается на службу в соседний трактир уборщиком ночных горшков. В свободные минуты он пишет письма родному дяде, капитану парусного шлюпа, возящего грузы вдоль побережья. 
С помощью цирковых актёров и силача Джека Толли вызволяет Белль из жестокого заточения, после чего садится с ней в порту на корабль своего дяди, смело отправившись на поиски своей судьбы…

## В ролях
- Стивен Хёрст — Бартоломью «Толли» Пикеринг
- Луиза Купер — Белль Картер
- Жан Франваль — Чёрный Джек
- Пэт Уоллес — миссис Горганди
- Джон Янг — доктор Хантер
- Уильям Мур — мистер Картер
- Дорин Мэнтл — миссис Картер
- Рассел Уотерс — доктор Джонс
- Паки Бирн — доктор Кармоди
- Джойс Смит — миссис Кармоди
- Эндрю Беннетт — Хэтч
- Дэвид Раппапорт — Армия Мальчика-с-пальчика[1]